# Atrichopogon transversus
Atrichopogon transversus är en tvåvingeart som beskrevs av Wirth 1952. Atrichopogon transversus ingår i släktet Atrichopogon och familjen svidknott.
Artens utbredningsområde är Kalifornien. Inga underarter finns listade i Catalogue of Life.